# Valea Mare (okręg Gorj)
Valea Mare – wieś w Rumunii, w okręgu Gorj, w gminie Runcu. W 2011 roku liczyła 797 mieszkańców.